# Eleição para o Senado federal pelo Arizona em 2006
A eleição para governador do estado americano do Arizona em 2006, foi realizada em 7 de novembro de 2006. O Republicano Jon Kyl derrotou o democrata Jim Pederson e conquistou o seu terceiro mandato no Senado.